# Halston
Roy Halston Frowick, noto semplicemente come Halston (Des Moines, 23 aprile 1932 – San Francisco, 26 marzo 1990), è stato uno stilista statunitense assurto a fama internazionale tra gli anni '70 e gli anni '80.
I suoi design minimalisti e lineari, spesso realizzati in cashmere o ultrasuede, rappresentarono una novità nelle discoteche della metà degli anni '70 e contribuirono a ridefinire la moda statunitense del periodo. Habitué della vita mondana di Manhattan, lo stilista veniva  spesso fotografato allo Studio 54 con gli amici intimi Liza Minnelli, Bianca Jagger e Andy Warhol.

## Biografia
Nato nel 1932 a Des Moines, Iowa, Halston era secondogenito del ragioniere statunitense di origini norvegesi James Edward Frowick e della casalinga Hallie Mae (nata Holmes). Sviluppò sin da bambino un grande interesse per il ricamo, insegnatogli dalla nonna, e perciò cominciò a creare cappelli e modificare vestiti per la madre e la sorella. All'età di dieci anni si trasferì dalla città natale a Evansville, nell'Indiana, diplomandosi alla Benjamin Bosse High School nel 1950. Iniziò quindi a frequentare per un breve periodo l'Università dell'Indiana, prima di iscriversi alla Scuola dell'Art Institute di Chicago.
Nei primi anni '50, Halston iniziò una propria attività di progettazione e realizzazione di cappelli da donna, che gli permise di acquisire una vasta clientela e aprire un negozio sul Magnificent Mile di Chicago nel 1957. Alla fine del 1957 si trasferì dall'Illinois a New York, iniziando a lavorare per la modista francese Lilly Daché. Nel giro di pochi mesi fu nominato co-designer di Daché, e la conseguente popolarità gli consentì di diventare capo modista dei grandi magazzini Bergdorf Goodman a Manhattan. La sua fama aumentò ulteriormente quando progettò il cappellino a tamburello indossato dalla first lady Jacqueline Kennedy all'inaugurazione della presidenza del marito, John F. Kennedy, nel 1961. Alla fine degli anni '60, Halston aprì una boutique di moda femminile su Madison Avenue e avviò una linea di prêt-à-porter.
Man mano che la popolarità e la fama dello stilista crescevano, anche le modelle e i modelli con cui lavorava acquisirono celebrità; tra i suoi preferiti c'erano Elsa Peretti, Pat Cleveland, Anjelica Huston, Heidi Goldberg, Karen Bjornson, Beverly Johnson, Nancy North, Chris Royer, Alva Chinn, Connie Cook e Pat Ast.
Nonostante lo strepitoso successo commerciale raggiunto negli anni '70 nell'ambito dell'epopea disco, dopo diverse incaute decisioni commerciali Halston finì per perdere il controllo della sua casa di moda negli anni '80: dal 1983, infatti, il marchio cambiò più volte proprietario, e dal 1984 Halston fu estromesso dalla creazione di design. La produzione continuò con vari designer fino al 1990, quando la società proprietaria, Revlon, decise di interrompere la linea di abbigliamento pur continuando a vendere profumi.
È morto nel 1990 al Pacific Presbyterian Medical Center di San Francisco per un sarcoma di Kaposi (legato all'AIDS), all'età di 57 anni.

## Filmografia
- Alla vita di Halston è dedicata l'omonima miniserie del 2021 prodotta da Ryan Murphy per Netflix, dove a interpretare lo stilista è l'attore Ewan McGregor.[4]